# Viktor Filutás
Viktor Filutás (Budapest, 28 settembre 1996) è un ciclista su strada e pistard ungherese che corre per il team HRE Mazowsze Serce Polski. Su strada è stato due volte campione nazionale in linea.

## Palmarès

### Strada
- 2015 (Utensilnord, una vittoria)

Campionati ungheresi, Prova a cronometro Under-23
- 2017 (Szuper Beton, una vittoria)

Campionati ungheresi, Prova a cronometro Under-23
- 2020 (Giotti Victoria, una vittoria)

Campionati ungheresi, Prova in linea
- 2021 (Giotti Victoria-Savini Due, una vittoria)

Campionati ungheresi, Prova in linea

#### Altri successi
- 2015 (Utensilnord)

Campionati ungheresi, Cronosquadre
- 2024 (Karcag Cycling)

Tour de Vásárosnamény
Misik László Emlékverseny

### Pista
- 2014 (Juniores)

Campionati ungheresi, Corsa a chilometro Junior
Campionati ungheresi, Inseguimento individuale Junior
- 2018

Campionati ungheresi, Inseguimento individuale
- 2019

Campionati ungheresi, Inseguimento individuale
Campionati ungheresi, Corsa a punti
Panevezys, Corsa a punti
- 2020

Campionati ungheresi, Velocità a squadre (con Daniel Hajos e Krisztián Lovassy)

## Piazzamenti

### Competizioni mondiali
- Campionati del mondo su strada

Imola 2020 - Cronometro Elite: 51º
- Campionati del mondo su pista

Pruszków 2019 - Corsa a punti: 20º
Berlino 2020 - Corsa a punti: 14º
Roubaix 2021 - Omnium: 17º

### Competizioni europee
- Campionati europei su strada

Plumelec 2016 - In linea Under-23: ritirato
Trento 2021 - In linea Elite: ritirato
- Campionati europei su pista

Anadia 2014 - Inseguimento individuale Junior: 26º
Anadia 2014 - Omnium Junior: 16º
Atene 2015 - Inseguimento individuale Under-23: 25º
Atene 2015 - Omnium Under-23: ritirato
Montichiari 2016 - Inseguimento individuale Under-23: 22º
Montichiari 2016 - Corsa a punti Under-23: 12º
Montichiari 2016 - Scratch Under-23: 11º
Anadia 2017 - Inseguimento individuale Under-23: 14º
Anadia 2017 - Corsa a punti Under-23: 8º
Anadia 2017 - Scratch Under-23: 13º
Anadia 2017 - Omnium Under-23: 16º
Aigle 2018 - Inseguimento individuale Under-23: 19º
Aigle 2018 - Omnium Under-23: 15º
Berlino 2018 - Corsa a punti: 17º
Apeldoorn 2019 - Corsa a eliminazione: 15º
Apeldoorn 2019 - Inseguimento individuale: 17º
Apeldoorn 2019 - Corsa a punti: 15º
Grenchen 2021 - Inseguimento individuale: 21º
Grenchen 2021 - Omnium: 15º
Grenchen 2021 - Americana: 14º